# Napeogenes nicolayi
Napeogenes nicolayi är en fjärilsart som beskrevs av Fox och Real 1971. Napeogenes nicolayi ingår i släktet Napeogenes och familjen praktfjärilar. Inga underarter finns listade i Catalogue of Life.